# Leichtathletik-Weltmeisterschaften 2001/Teilnehmer (Namibia)
| Gelbes Symbol für Goldmedaillen mit stilisierten Olympischen Ringen | Graues Symbol für Silbermedaillen mit stilisierten Olympischen Ringen | Braundes Symbol für Bronzemedaillen mit stilisierten Olympischen Ringen |
| ------------------------------------------------------------------- | --------------------------------------------------------------------- | ----------------------------------------------------------------------- |
| —                                                                   | —                                                                     | —                                                                       |

Der Leichtathletikverband von Namibia hat an den Leichtathletik-Weltmeisterschaften 2001 in Edmonton mit sechs Athleten teilgenommen.

## Teilnehmer

### Frauen

#### Laufdisziplinen
| Athletin           | Disziplin | Vorlauf     | Vorlauf | Halbfinale | Halbfinale | Finale    | Finale |
| Athletin           | Disziplin | Zeit        | Platz   | Zeit       | Platz      | Zeit      | Platz  |
| ------------------ | --------- | ----------- | ------- | ---------- | ---------- | --------- | ------ |
| Agnes Samaria      | 800 m     | 2:03,11 min | 6       | DNQ        | DNQ        | DNQ       | DNQ    |
| Elizabeth Mongudhi | 800 m     | –           | –       | –          | –          | 2:42:23 h | 36     |

### Männer

#### Laufdisziplinen
| Athletin         | Disziplin | Vorlauf | Vorlauf | Viertelfinale | Viertelfinale | Halbfinale | Halbfinale | Finale    | Finale |
| Athletin         | Disziplin | Zeit    | Platz   | Zeit          | Platz         | Zeit       | Platz      | Zeit      | Platz  |
| ---------------- | --------- | ------- | ------- | ------------- | ------------- | ---------- | ---------- | --------- | ------ |
| Frank Fredericks | 100 m     | 10,22 s | 1       | 10,09 s       | 1             | DNS        | DNS        | DNQ       | DNQ    |
| Frank Fredericks | 200 m     | DNS     | DNS     | DNS           | DNS           | DNS        | DNS        | DNS       | DNS    |
| Christie van Wyk | 200 m     | 21,25 s | 6       | DNQ           | DNQ           | DNQ        | DNQ        | DNQ       | DNQ    |
| Luketz Swartbooi | Marathon  | –       | –       | –             | –             | –          | –          | 2:25:40 h | 28     |

#### Sprungdisziplinen
| Athletin     | Disziplin  | Qualifikation | Qualifikation | Viertelfinale | Viertelfinale | Halbfinale | Halbfinale | Finale | Finale |
| Athletin     | Disziplin  | Weite         | Platz         | Weite         | Platz         | Weite      | Platz      | Weite  | Platz  |
| ------------ | ---------- | ------------- | ------------- | ------------- | ------------- | ---------- | ---------- | ------ | ------ |
| Stephan Louw | Weitsprung | 7,62 m        | 12            | DNQ           | DNQ           | DNQ        | DNQ        | DNQ    | DNQ    |